# Cifuentes
Cifuentes – gmina w Hiszpanii, w prowincji Guadalajara, w Kastylii-La Mancha, o powierzchni 219,95 km². W 2011 roku gmina liczyła 2108 mieszkańców.